# Carta de Guiuque Cã ao papa Inocêncio IV

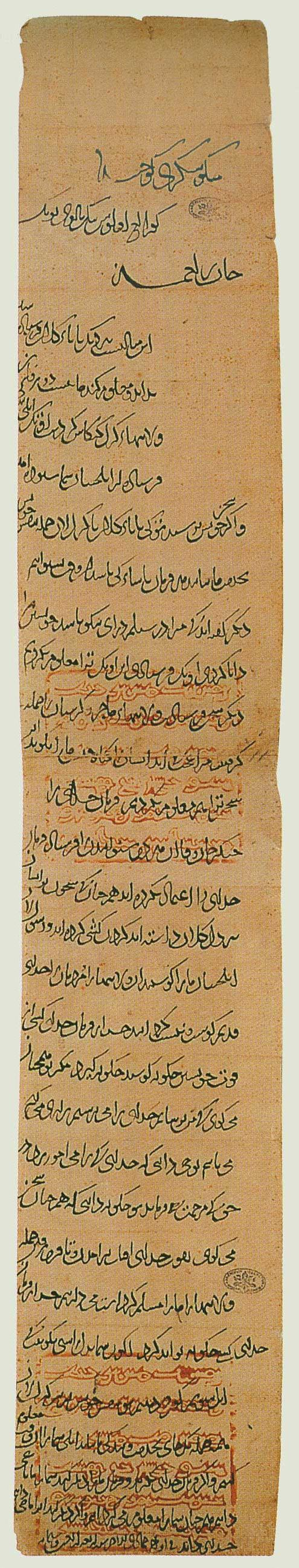
Carta de Guiuque Cã

A carta de Guiuque Cã ao papa Inocêncio IV é uma carta de 1246 do terceiro grão-cã do Império Mongol ao papa da Igreja Católica, escrita em resposta a carta papal de 1245 Cum non solum. Guiuque, que tinha pouca compreensão da longínqua Europa ou do significado do papa nela, exigiu a submissão do papa e uma visita dos governantes do Ocidente para prestar homenagem ao poder mongol:
| “ | Deves dizer com o coração sincero: 'Seremos os teus súditos; dar-te-emos a nossa força'. Deves vir pessoalmente com os teus reis, todos juntos, sem exceção, para nos prestar serviço e prestar homenagem. Só então reconheceremos sua submissão. E se você não seguir a ordem de Deus e ir contra nossas ordens, nós o reconheceremos como nosso inimigo. | ” |
|   | — Carta de Guiuque. |   |